# Coelioxys corduvensis
Coelioxys corduvensis là một loài Hymenoptera trong họ Megachilidae. Loài này được Holmberg mô tả khoa học năm 1887.